# Saint-Nicolas-de-la-Haie
Saint-Nicolas-de-la-Haie är en kommun i departementet Seine-Maritime i regionen Normandie i norra Frankrike. Kommunen ligger i kantonen Caudebec-en-Caux som tillhör arrondissementet Rouen. År 2022 hade Saint-Nicolas-de-la-Haie 408 invånare.

## Befolkningsutveckling
Antalet invånare i kommunen Saint-Nicolas-de-la-Haie
| Referens: INSEE |